# 八州喧嘩笠
『八州喧嘩笠』（はっしゅうけんかがさ）は、1965年3月20日に ビクターより発売された橋幸夫の63枚目のシングル（SV-193）。

## 概要
- 1960年7月、橋は『潮来笠』でデビューし、その後毎年10枚以上のシングルを出し続け（前年は15枚、本年は13枚）、4年足らずでヒット賞を受賞したシングルは50枚を超えるという前例のない記録を樹立している。その楽曲は一部の例外を除き、作詞は佐伯孝夫、作曲は吉田正と橋の両恩師による制作であった。
- デビューから4年を経た前年から「一度雰囲気を変えてみよう」という話がで[2]、その第1弾として、作詞は吉川静夫、作曲は平川浪竜で『大利根仁義』をリリース（1964年10月20日）した。この時期は、橋のリズム歌謡第1作『恋をするなら』が4か月間にわたり『平凡』『明星』ともに月間ランキング1位を維持しているさなかであった。股旅という対照的な曲調での並行リリースで、こちらもビクターヒット賞を獲得、これを受けて2作目として本楽曲『八州喧嘩笠』が制作された。
- 作詞、作曲は『大利根仁義』同様、吉川静夫と平川浪竜のコンビで2回目の共演で、楽曲は、佐伯・吉田の股旅歌謡と似通った曲調となっている。
- 八州とは関八州のことで、関東8か国、相模、武蔵、安房、上総、下総、常陸、上野、下野をさしている。
- c/wの「気まま街道」は、作詞はA面とおなじ吉川静夫、作曲は初めての共演となる清水保雄。
- シンガポールの歌手張少英によって『你常在我心上』のタイトルでカヴァーもされている。

## 収録曲
1. 八州喧嘩笠
作詞： 吉川静夫、作曲：平川浪竜、編曲：竹村次郎
2. 気まま街道
作詞： 吉川静夫、作・編曲：清水保雄

## 収録アルバム
- 『颯爽!橋幸夫 股旅名曲集』〈COLEZO!〉復刻版（2005年3月9日） VICL-41192
- 『橋幸夫／豪華版全曲集』 [2CD]　1992年10月28日　VICL-40059～60
- 『股旅演歌ベスト〈潮来笠から子連れ狼まで〉』（1986年5月21日）　VDR-1195